# Adam Jędrzejko
Adam Jędrzejko (* 26. September 1987) ist ein polnischer Naturbahnrodler. Er ist derzeit der stärkste Einsitzer-Rodler seines Landes und startet seit der Saison 2003/2004 im Weltcup, wo er im Einsitzer bisher dreimal unter die besten zehn fuhr und im Gesamtweltcup zweimal unter die besten 15 kam. In den Saisonen 2004/2005 und 2005/2006 bestritt er zusammen mit Piotr Kobza auch drei Weltcuprennen im Doppelsitzer. Bei Welt- und Europameisterschaften sind seine bislang besten Ergebnisse ein 13. Platz im Einsitzer bei der EM 2012 und ein elfter Platz im Doppelsitzer bei der EM 2006. Bislang wurde er dreimal Polnischer Meister im Einsitzer.

## Karriere
Adam Jędrzejko nahm von 2003 bis 2007 an internationalen Juniorenmeisterschaften teil. Dabei erreichte er als beste Resultate den elften Platz im Einsitzer bei der Junioreneuropameisterschaft 2007 in St. Sebastian und den fünften Platz im Doppelsitzer mit Piotr Kobza bei der Juniorenweltmeisterschaft 2006 in Garmisch-Partenkirchen. In der Saison 2003/2004 bestritt der damals 16-Jährige seine ersten beiden Weltcuprennen, fuhr zweimal auf Platz 26 und wurde 40. im Gesamtklassement. Seit dem Winter 2004/2005 ist er regelmäßig im Weltcup am Start. In seiner ersten vollen Saison kam er in drei der sechs Rennen unter die schnellsten 20, wobei seine besten Resultate zwei 17. Plätze in Oberperfuss waren und er damit im Gesamtweltcup als zweitbester Pole den 18. Platz erreichte. Auch bei der Weltmeisterschaft 2005 in Latsch war er mit Platz 23 der zweitbeste Pole im Einsitzer. Am Ende des Winters nahm er mit Piotr Kobza auch erstmals an einem Weltcuprennen im Doppelsitzer teil. Beim Weltcupfinale in Olang kamen sie auf den neunten Platz von elf gewerteten Paaren, was in der Gesamtwertung schließlich den 19. und letzten Platz bedeutete. In der Saison 2005/2006 nahmen Jędrzejko und Kobza an weiteren zwei Weltcuprennen im Doppelsitzer teil. In Olang wurden sie Zwölfte (von 14 Paaren) und beim Weltcupfinale in Oberperfuss Siebente (von sieben Paaren). Im Gesamtweltcup bedeutete das Platz elf. Im Einsitzer nahm Jędrzejko in diesem Winter an vier der sechs Weltcuprennen teil, die beiden Rennen im kanadischen Grande Prairie ließ er aus. Seine besten Resultate waren zwei 18. Plätze im ersten Rennen in Longiarü und im letzten Rennen in Oberperfuss. In der Gesamtwertung fiel er Platz 24 zurück, war aber wie schon im Vorjahr nach Damian Waniczek der zweitbeste Pole im Einsitzer-Gesamtweltcup. Bei der Europameisterschaft 2006 in Umhausen erzielte er unmittelbar hinter Waniczek den 27. Platz im Einsitzer und zusammen mit Piotr Kobza den elften Platz im Doppelsitzer.
Seit der Saison 2006/2007 startet Jędrzejko bei internationalen Wettkämpfen nur noch im Einsitzer. In diesem Winter fuhr er in fünf der sechs Weltcuprennen unter die schnellsten 20 und erreichte mit Platz 15 im Auftaktrennen in Latsch seine bis dahin beste Platzierung. Im Gesamtweltcup erzielte er wie schon zwei Jahre zuvor den 18. Platz. Zu Beginn der Saison 2007/2008 gelang Jędrzejko wieder ein 15. Platz im Auftaktrennen in Moos in Passeier. In den weiteren fünf Weltcuprennen war er nie schlechter als 19., womit er sich im Gesamtweltcup noch um einen Rang auf Platz 17 verbessern konnte. Damit war er zum zweiten Mal in Folge der beste seines Landes. Nicht nur im Weltcup, sondern auch bei nationalen und internationalen Meisterschaften war Jędrzejko erfolgreich. Nachdem er zuvor schon dreimal Zweiter hinter Damian Waniczek war, gewann Jędrzejko 2007 zum ersten Mal die Polnischen Meisterschaften im Einsitzer. 2008 wurde er erneut hinter Waniczek Zweiter. Im Doppelsitzer erreichte Jędrzejko bei den Polnischen Meisterschaften von 2005 bis 2007 mit Piotr Kobza dreimal den zweiten Platz und 2008 mit Dawid Jachnicki ebenfalls Rang zwei, jeweils hinter dem Weltklasse-Doppel Andrzej Laszczak und Damian Waniczek. Bei der Weltmeisterschaft 2007 in Grande Prairie fuhr Jędrzejko als bester Pole auf Platz 17 im Einsitzer und gemeinsam mit Kinga Gawlas und dem Doppel Laszczak/Waniczek auf Rang fünf im Mannschaftswettbewerb; bei der Europameisterschaft 2008 in Olang wurde er 20. im Einsitzer.
In der Saison 2008/2009 startete Jędrzejko in vier Weltcuprennen, an den letzten beiden im russischen Nowouralsk nahm er nicht teil. Wieder kam er in allen Rennen unter die besten 20, fiel aber im Gesamtweltcup auf Rang 21 zurück. Im nächsten Winter nahm er nur am Weltcuprennen in Latzfons nicht teil. Sonst erreichte er immer Platzierungen um Rang 20 und wurde damit auch im Gesamtweltcup 20., punktegleich mit dem Russen Juri Talych. Bei der Weltmeisterschaft 2009 in Moos in Passeier fuhr Adam Jędrzejko auf Platz 19 und bei der Europameisterschaft 2010 in St. Sebastian auf Platz 20 im Einsitzer, jeweils als bester Pole. Im Mannschaftswettbewerb erzielt er zusammen mit Natalia Waniczek und dem Doppel Laszczak/Waniczek bei der WM 2009 den fünften und bei der EM 2010 den sechsten Platz. 2010 wurde Jędrzejko zum zweiten Mal Polnischer Meister im Einsitzer, nachdem er im Vorjahr zum bereits fünften Mal den zweiten Platz belegt hatte. Im Doppelsitzer kam er nach Rang drei im Jahr 2009 mit Alan Wnuk 2010 zum fünften Mal auf den zweiten Platz hinter Andrzej Laszczak und Damian Waniczek.
In der Weltcupsaison 2010/2011 konnte sich Jędrzejko merkbar steigern. Er war nie schlechter als 18. und erreichte mit Platz 13 beim Finale in Olang sein bis dahin bestes Ergebnis in einem Weltcuprennen, womit er im Gesamtweltcup als Bester seines Landes den 14. Platz erzielte. Bei der Weltmeisterschaft 2011 in Umhausen wurde er – abermals als bester Pole – 16. im Einsitzer und zusammen mit Wioletta Ryś und dem Doppel Laszczak/Waniczek Achter im Mannschaftswettbewerb. Bei den Polnischen Meisterschaften 2011 gewann er zum dritten Mal den Einsitzerwettbewerb; im Doppelsitzer wurde er mit Alan Wnuk Dritter. In der Saison 2011/2012 konnte sich Jędrzejko weiter steigern. In drei Rennen erreichte erstmals Top-10-Platzierungen im Weltcup, wobei seine besten Resultate zwei neunte Plätze in Železniki und Deutschnofen waren. Im Gesamtweltcup verbesserte er sich auf Platz zwölf. Bei der Europameisterschaft 2012 in Nowouralsk erreichte er mit dem 13. Platz sein bisher bestes EM- und WM-Ergebnis im Einsitzer. Im Mannschaftswettbewerb wurde er zusammen mit dem Doppel Laszczak/Waniczek sowie der Slowenin Petra Dragičevič Achter.

## Erfolge

### Weltmeisterschaften
- Latsch 2005: 23. Einsitzer
- Grande Prairie 2007: 17. Einsitzer, 5. Mannschaft
- Moos in Passeier 2009: 19. Einsitzer, 6. Mannschaft
- Umhausen 2011: 16. Einsitzer, 8. Mannschaft

### Europameisterschaften
- Umhausen 2006: 27. Einsitzer, 11. Doppelsitzer (mit Piotr Kobza)
- Olang 2008: 20. Einsitzer
- St. Sebastian 2010: 20. Einsitzer, 6. Mannschaft
- Nowouralsk 2012: 13. Einsitzer, 8. Mannschaft

### Juniorenweltmeisterschaften
- Kindberg 2004: 19. Einsitzer
- Garmisch-Partenkirchen 2006: 18. Einsitzer, 5. Doppelsitzer (mit Piotr Kobza)

### Junioreneuropameisterschaften
- Kreuth 2003: 41. Einsitzer
- Kandalakscha 2005: 27. Einsitzer, 6. Doppelsitzer (mit Piotr Kobza)
- St. Sebastian 2007: 11. Einsitzer

### Weltcup
- Zweimal unter den besten 15 im Einsitzer-Gesamtweltcup
- Einmal unter den besten 15 im Doppelsitzer-Gesamtweltcup
- 3 Top-10-Ergebnisse in Einsitzer-Weltcuprennen
- 2 Top-10-Ergebnisse in Doppelsitzer-Weltcuprennen

### Polnische Meisterschaften
- Polnischer Meister im Einsitzer 2007,  2010 und 2011
- Zweiter Platz im Einsitzer 2004, 2005, 2006, 2008 und 2009
- Zweiter Platz im Doppelsitzer 2005, 2006, 2007, 2008 und 2010